# انتخاب وابسته به فراوانی
انتخاب وابسته به فراوانی یک فرایند فرگشتی است که در آن شایستگی یک فنوتیپ وابسته به فراوانی آن نسبت به سایر فنوتیپ‌ها در یک جمعیت داده شده است.
- در انتخاب وابسته به فراوانی مثبت، شایستگی یک فنوتیپ به دلیل شایع تر بودن آن افزایش می‌یابد.
- در انتخاب وابسته به فراوانی منفی، شایستگی یک فنوتیپ به دلیل شایع تر بودن آن کاهش می‌یابد. این نمونه ای از انتخاب متعادل است.

انتخاب وابسته به فراوانی معمولاً نتیجه تعاملات بین گونه ای (شکار، زندگی انگلی، یا رقابت) یا بین ژنوتیپ‌های درون گونه ای (معمولاً رقابتی یا همزیستی) و به خصوص غالباً در رابطه با سازگاری‌های ضد شکارچی مورد بحث قرار گرفته است. انتخاب وابسته به فراوانی می‌تواند منجر به چند شکلی بودن شود، به همین منظور تعادل چند گونه ای نیاز به برهم کنش‌های بین گونه ای در رقابت دارد. (به عنوان مثال جایی که پارامترهای αij در معادلات رقابتی لوتکا-ولترا (Lotka-Volterra) زیر صفر هستند)

## منفی

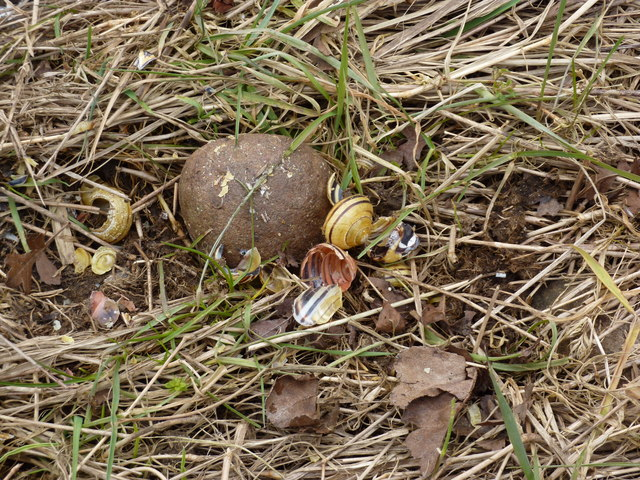
سنگ صخره ای، جایی که باستروک صفحات حلزون‌های چند ریختی را باز کرده است، ممکن است نشانه ای از انتخاب وابسته به فراوانی باشد.

نخستین اظهار نظر در مورد انتخاب وابسته به فراوانی به نظر می‌رسد توسط ادوارد باگنال پولتن (Edward Bagnall Poulton) در سال ۱۸۸۴ بیان شده است، شکارچیان در راه توانستند چند ریختی رنگی را در طعمه‌های خود حفظ کنند.
شاید شناخته شده‌ترین اظهار نظر مدرن امروزی این اصل، مقاله بریان کلارک (Bryan Clarke) در سال ۱۹۶۲ در مورد انتخاب آپاستاتیک (مترادف وابسته به فراوانی منفی) است. کلارک در مورد حملات شکارچی به حلزون‌های چند ریختی بریتانیایی، با اشاره به کار کلاسیک لوک تینبرگن (Luuk Tinbergen) به جستجوی تصاویر به عنوان حمایت از شکارچیان از قبیل پرندگان و تمایل به متمرکز شدن بر روی اشکال متداول گونه‌های مطبوع داشت. بعدها کلارک استدلال کرد که انتخاب تعادلی وابسته به فراوانی می‌تواند در مخالفت با نظریه خنثی تکامل مولکولی، چند شکلی بودن مولکولی را توضیح دهد. (اغلب در نبود هتروزیس)
مثال دیگر، آلل‌های خود ناسازگاری گیاهی است. هنگامی که دو گیاه آلل ناسازگار مشابه خود را به اشتراک می‌گذارند، در نتیجه قادر به آمیزش نیستند؛ بنابراین یک گیاه با یک آلل جدید (و به همین دلیل کمیاب) موفقیت بیشتری در آمیزش دارد و آلل آن به سرعت از طریق جمعیت گسترش می‌یابد.
در پاتوژن‌های انسانی از قبیل ویروس آنفلوآنزا، هنگامی که یک سویه خاص همه گیر می‌شود، اکثر افراد یک پاسخ ایمنی به آن سویه ایجاد می‌کنند. کم پیش می‌آید که سویه جدید آنفلوآنزا بتواند به سرعت در هر فرد گسترش یابد و در نتیجه باعث تکامل مستمر سویه‌های ویروسی شود.
کمپلکس اصلی بافت سازگاری (MHC) در شناسایی آنتی‌ژن‌ها و سلول‌های خارجی دخیل است. انتخاب وابسته به فراوانی ممکن است درجه بالایی از چند ریختی را در MHC شرح دهد.
در اکولوژی رفتاری، انتخاب وابسته به فراوانی منفی اغلب استراتژی‌های رفتاری چند گانه را درون یک گونه حفظ می‌کند. مثال کلاسیک آن، مدل هوک داو (Howk-Dove) از برهم کنش‌های میان افراد یک جمعیت است.
در یک جمعیت با دو صفت A و B، ایجاد یک فرم زمانی بهتر است که اکثر اعضا شکل دیگری هستند. به عنوان مثال، مارمولک‌های نر لکه دار رایج (common side-blotched lizards) دارای سه ریخت هستند که از قلمروهای بزرگ دفاع می‌کنند و حرم‌های بزرگ ماده‌ها را حفظ می‌کنند، همچنین از قلمروهای کوچک نیز دفاع می‌کنند و یک ماده را مصون نگه می‌دارند یا ماده‌ها به منظور آمیزش پنهانی از دو ریخت دیگر تقلید می‌کنند. این سه ریخت در نوعی از قیچی‌های کاغذی سنگی مشغول به کار هستند و متقابلاً همانند دو نوع دیگر عمل می‌کنند.
مثال دیگر در مونیای سینه ای فلس دار (scaly-breasted munia) رخ می‌دهد، جایی که افراد خاصی می‌میرند و افرادی دیگر متولد می‌شوند.

## مثبت

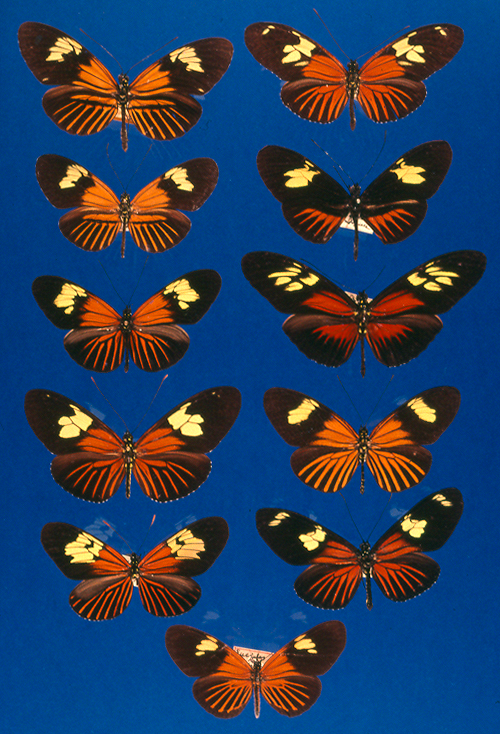
گونه‌های تقلید مولرین Heliconius از آمریکای جنوبی

انتخاب وابسته به فراوانی مثبت مزایای فنوتیپ‌های متداول را به همراه دارد. یک مثال خوب، رنگ آمیزی هشدار دهنده در گونه‌های آپوسماتیک است.
شکارچیان با احتمال زیاد یک الگوی رنگی مشترک را به یاد می‌آورند که آن‌ها اغلب و مکرراً با یک نمونه کمیاب آن مواجهه می‌شوند. این بدین معنی است جهش‌های جدیدی که الگوهای رنگی غیر از نوع معمولی را دارند، از طریق جمعیت به وسیله مکانیسم شکار حذف می‌شوند. انتخاب وابسته به فراوانی مثبت، همان‌طور که توسط مولر توصیف شده است، پایه ای برای تقلید مولرین(Müllerian mimicry) را فراهم می‌کند چرا که تمام گونه‌ها در معرض آپوسماتیک هستند و از یک مزیت سیگنال مشترک و صادقانه به شکارچیان بالقوه برخوردارند.
یکی دیگر از مثال‌های پیچیده‌ای در مجموعه تقلید باتسین (Batesian mimicry) بین تقلید بی‌ضرر، در شه‌مار سرخ‌فام (Lampropeltis elapsoides) و مدل، در مار مرجانی شرقی (Micrurus fulvius) رخ می‌دهد و در موقعیت‌هایی که مدل و تقلید در تقابل عمیق بودند، فنوتیپ شه‌مار سرخ‌فام به دلیل انتخاب آرام کاملاً متغیر بود. اما الگوی ناشناخته ای بود که جمعیت شکارچی آموزش ندیده بود و به طور کلی این الگو هیچ منفعتی نداشت.
شه‌مار سرخ‌فام بومی و غیربومی در مرز مدل و تقلید تنوع اندکی داشت که احتمالاً به منظور انتخاب افزایش یافته است زیرا مدل مار مرجانی شرقی کمیاب است و در این مرز وجود نداشت، بنابراین رنگ آمیزی تنها زمانی مفید است که مرسوم شود.

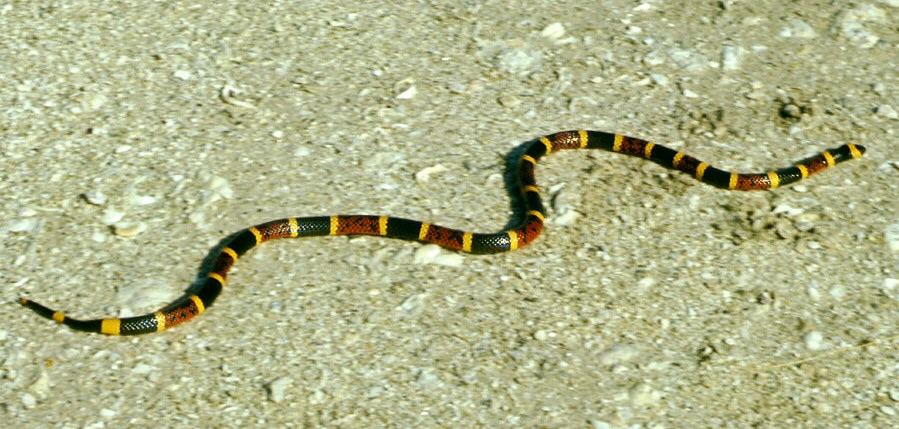
رنگ هشدار دهنده مارسمی مرجانی می‌تواند تقلید بی‌ضرر باشد که وابسته به فراوانی نسبی آن است.

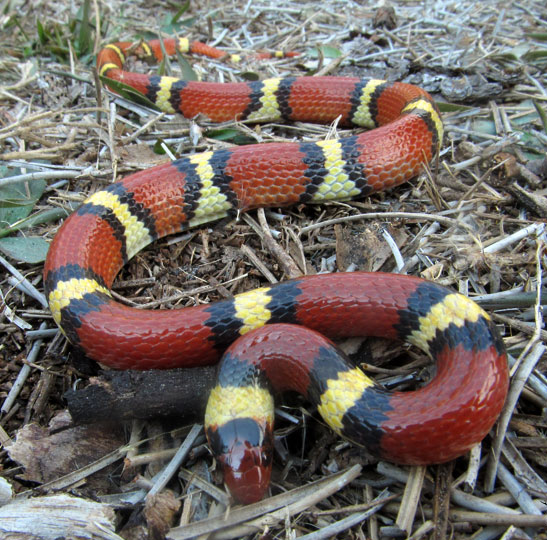
مار فرمانرو قرمز رنگ از مار مرجانی تقلید بی‌ضرر می‌کند اما الگوی آن کمی تفاوت دارد در جایی که مار مرجانی کمیاب است.

## عناوین مرتبط
- انتخاب آپوستاتیک
- فرضیه شکار تکاملی
- استراتژی پایدار تکاملی
- رفتار وابسته به فرکانس از طریق گرده افشانی
- انتخاب نوسانی
- تقلید
- انتقام معادل